# Purice de apă
Puricele de apă (Daphnia pulex, dafnie) este un crustaceu mic care, fiind folosit de zeci de ani pentru a analiza schimbările din cadrul ecosistemelor, a devenit ființa cu cel mai mare număr de gene: 30.000 (cu 10.000 mai multe decât omul).